# Pui-Yan Chow
Pour les articles homonymes, voir Chow.
Pui-Yan Chow est une athlète hongkongaise née en 1977. Spécialiste de l'ultra-trail, elle a notamment remporté la Hong Kong 100 en 2015.

## Résultats
| no  | féminin           | Course        | Longueur | Départ          | Temps            |
| --- | ----------------- | ------------- | -------- | --------------- | ---------------- |
| 39e | Médaille d'argent | Hong Kong 100 | 100 km   | 18 janvier 2014 | 13 h 32 min 48 s |
| 24e | Médaille d'or     | Hong Kong 100 | 100 km   | 17 janvier 2015 | 12 h 24 min 56 s |